# 1169

## Събития
- 8 март – Киев е превзет и опустошен от Андрей Боголюбски, княз на Владимир

## Родени
- 14 септември – Алексий II Комнин, византийски император